# Cornelius Cruys
Cornelius Cruys (en ruso: Крюйс, Корнелий Иванович) (Stavanger, Noruega, 17 de junio de 1655 — San Petersburgo, Rusia, 14 de junio de 1727) fue un Vicealmirante de la Marina Imperial Rusa y el primer comandante de la Flota Rusa del Báltico.